# Joondalup City
Koordinaten: 31° 44′ S, 115° 46′ O

Die City of Joondalup ist ein lokales Verwaltungsgebiet (LGA) im australischen Bundesstaat Western Australia. Joondalup gehört zur Metropole Perth, der Hauptstadt von Western Australia. Das Gebiet ist 99 km² groß und hat etwa 154.000 Einwohner (2016).
Joondalup liegt an der Westküste nördlich des Swan River etwa 15 bis 30 km nordwestlich des Stadtzentrums von Perth. Der Sitz des City Councils befindet sich im Stadtteil Joondalup, wo etwa 9000 Einwohner leben (2016).

## Verwaltung
Der Joondalup Council hat 13 Mitglieder, zwölf Councillor werden von den Bewohnern der sechs Wards (je zwei aus North, North Central, Central, South-East, South-West und South Ward) gewählt. Der Mayor (Bürgermeister) und Ratsvorsitzende wird zusätzlich von allen Bewohnern der City gewählt.